# 7 czerwca
7 czerwca jest 158. (w latach przestępnych 159.) dniem w kalendarzu gregoriańskim. Do końca roku pozostaje 207 dni.

## Święta
- Imieniny obchodzą: Anna, Antoni, Jarosław, Jeremiasz, Jeremi, Lukrecja, Meriadek, Meriadok, Paweł, Piotr, Robert, Roberta, Sabinian, Teresa, Wiesław, Wiesława i Wisław.
- Wspomnienia i święta w Kościele katolickim[1][2] obchodzą:
  - bł. Anna od św. Bartłomieja (zakonnica)
  - św. Eoban (biskup i męczennik) (również 5 czerwca)
  - bł. Michał Tomaszek i Zbigniew Strzałkowski (męczennicy)
  - św. Robert z Newminster (opat)
  - św. Telchyda z Sens (kseni)

## Wydarzenia w Polsce
- 1415 – Przez teren Polski przechodził pas całkowitego zaćmienia Słońca.
- 1457 – Wojna trzynastoletnia: król Kazimierz IV Jagiellończyk wjechał triumfalnie na wykupiony od czeskich najemników zamek w Malborku.
- 1501 – Pierwszy pisany pamiętnik o Berezynie.
- 1698 – Zawarto umowę piską na mocy której król August II Mocny zgodził się na zajęcie Elbląga przez Prusy Książęce.
- 1846 – Car Mikołaj I Romanow wydał tzw. ukaz czerwcowy poprawiający sytuację ekonomiczną chłopów w Królestwie Polskim, zniesione zostały między innymi darmochy i najem przymusowy.
- 1849 – W Poznaniu ukazało się pierwsze wydanie „Dziennika Polskiego”.
- 1881 – Poświęcono nowy kościół św. Małgorzaty w Bytomiu.
- 1899 – Rozpoczęto wydobycie w KWK „Grodziec” w Będzinie.
- 1902 – Na łamach warszawskiego „Tygodnika Ilustrowanego” ukazał się pierwszy odcinek powieści historycznej Popioły Stefana Żeromskiego.
- 1925 – Założono Stronnictwo Chrześcijańsko-Narodowe.
- 1927 – Poseł ZSRR w Polsce Piotr Wojkow został zamordowany w Warszawie przez działacza białogwardyjskiego Borysa Kowerdę.
- 1939 – Zmiana ruchu wywołana pożarem będącego w budowie warszawskiego Dworca Głównego z poprzedniego dnia doprowadziła pod Pruszkowem do katastrofy pociągu pospiesznego z Wiednia, w której zginęło 8 osób, a 14 zostało rannych.
- 1950 – Zarządzeniem ministra budownictwa utworzono przedsiębiorstwo państwowe Dyrekcja Odbudowy Zamku Warszawskiego.
- 1959 – Założono Bydgoskie Towarzystwo Naukowe.
- 1963 – Premiera filmu Smarkula w reżyserii Leonarda Buczkowskiego.
- 1977 – W katastrofie myśliwca MiG-21 w Poznaniu zginęła dwuosobowa załoga.
- 1979 – Papież Jan Paweł II odwiedził były obóz koncentracyjny Auschwitz-Birkenau, Wadowice i Kalwarię Zebrzydowską.
- 1982 – Podpisano polsko-radziecką umowę o współpracy przy budowie warszawskiego metra.
- 1991:
  - Na początku mszy świętej, którą tego dnia sprawował w Płocku Jan Paweł II, znakiem krzyża zostało zainaugurowane i rozpoczęło działalność ewangelizacyjną Katolickie Radio Płock (obecnie Katolickie Radio Diecezji Płockiej), pierwsza w kraju rozgłośnia katolicka.
  - Polska ratyfikowała Konwencję o prawach dziecka.
- 1999 – W ramach VII podróży apostolskiej Jan Paweł II odwiedził Bydgoszcz, Toruń i Licheń Stary.
- 2002 – Premiera komediodramatu Dzień świra w reżyserii Marka Koterskiego.
- 2003 – W pierwszym dniu referendum europejskiego frekwencja wyniosła około 17%. Zobacz: 8 czerwca
- 2008 – Wystartował informacyjny kanał telewizyjny Polsat News.
- 2009 – Odbyły się wybory do Parlamentu Europejskiego. Najwięcej mandatów (25 z 50) zdobyła Platforma Obywatelska.
- 2017 – Warszawski kościół Wszystkich Świętych został uhonorowany tytułem „House of Life” („Dom życia”), przyznawanym przez Międzynarodową Fundację Raoula Wallenberga za ratowanie Żydów w czasie Holocaustu.

## Wydarzenia na świecie

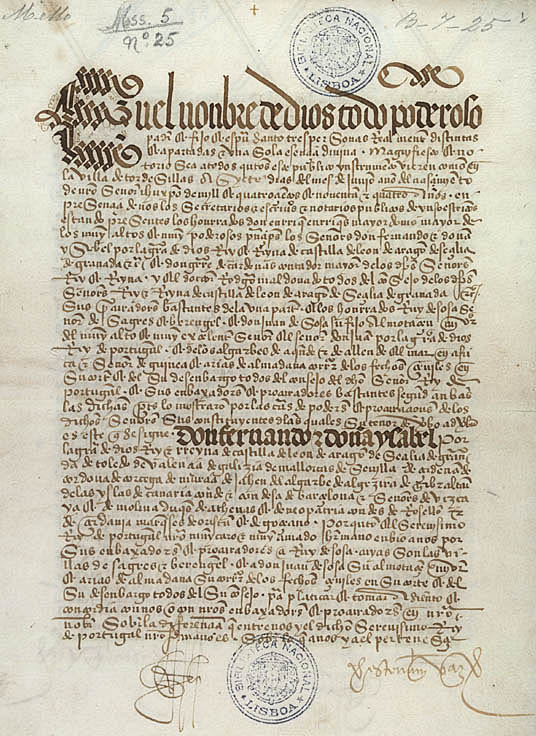
Pierwsza strona traktatu z Tordesillas (1494)

- 421 – Cesarz bizantyński Teodozjusz II poślubił Atenę Eudokię.
- 1002 – Henryk II Święty został koronowany na króla Niemiec.
- 1099 – I wyprawa krzyżowa: rozpoczęło się oblężenie Jerozolimy.
- 1304 – Guillaume de Nogaret, minister króla Francji Filipa IV Pięknego, został ekskomunikowany przez papieża Benedykta XI.
- 1329 – Dawid II Bruce został królem Szkocji.
- 1397 – W trakcie lokalnego konfliktu o opłatę celną hrabia Mark Dytryk i jego brat hrabia Kleve Adolf II pokonali w bitwie pod Kleverhamm w Niemczech księcia Bergu Wilhelma I.
- 1413 – Król Neapolu Władysław I zajął Rzym.
- 1420 – Republika Wenecka zaanektowała Udine.
- 1424 – Wojny husyckie: husyci pod wodzą Jana Žižki rozgromili armię praską w bitwie pod Maleszowem.
- 1490 – Węgierska szlachta obwołała królewicza polskiego Jana I Olbrachta królem Węgier.
- 1494 – Hiszpania i Portugalia zawarły traktat z Tordesillas, dzieląc między sobą nowo odkryte terytoria.
- 1520 – Na tzw. „Polu Złotogłowia”, specjalnie wybudowanym, ogromnym obozie reprezentacyjnym pod Balinghem na skraju angielskich posiadłości wokół Calais, rozpoczęło się trwające do 24 czerwca spotkanie króla Anglii Henryka VIII Tudora z królem Francji Franciszkiem I Walezjuszem.
- 1522 – Powstała szwedzka marynarka wojenna.
- 1628 – Angielski parlament skierował do króla Karola I Stuarta tzw. Petycję o prawo.
- 1640 – W Barcelonie wybuchło powstanie antykrólewskie (tzw. „wojna żniwiarzy”).
- 1654 – Ludwik XIV został koronowany w katedrze w Reims na króla Francji.
- 1672 – Wojna Francji z koalicją hiszpańsko-austriacko-lotaryńską: zwycięstwo floty holenderskiej nad francusko-angielską w bitwie pod Solebay.
- 1673 – Wojna Francji z koalicją: zwycięstwo floty holenderskiej nad francusko-angielską w I bitwie pod Schooneveld.
- 1692 – Trzęsienie ziemi spowodowało osunięcie i zatopienie ⅔ powierzchni miasta Port Royal, ówczesnej stolicy Jamajki.
- 1696 – Wojna Turcji z Ligą Świętą: wojska rosyjskie rozpoczęły oblężenie Azowa.
- 1742 – Niemiecki matematyk Christian Goldbach sformułował tzw. hipotezę Goldbacha, która jest do dzisiaj jednym z nierozwiązanych problemów w matematyce.
- 1752 – Giovanni Battista Grimaldi został dożą Genui.
- 1753 – Założono Muzeum Brytyjskie w Londynie.
- 1788 – We francuskim Grenoble zebrani na jarmarku chłopi zaatakowali wojsko przy użyciu dachówek (tzw. „dzień dachówek”).
- 1796 – W wyniku błędu podczas kopania kanału omijającego wodospad zostało całkowicie opróżnione jezioro Ragundasjön w środkowej Szwecji. Na jego osuszonym dnie obecnie leży miejscowość Hammarstrand.
- 1799 – II koalicja antyfrancuska: zwycięstwo wojsk austriackich nad francuskimi w I bitwie pod Zurychem.
- 1815 – W Saksonii ustanowiono Order Zasług Cywilnych.
- 1819 – Bagyidaw został koronowamy na króla Birmy.
- 1826 – Zwodowano brytyjski okręt badawczy HMS „Erebus“.
- 1840 – Fryderyk Wilhelm IV został królem Prus.
- 1854 – Zakończono budowę Pałacu Szklanego w Monachium.
- 1863 – Po ciężkich walkach inwazyjne wojska francuskie zdobyły miasto Meksyk.
- 1880 – Wojna o saletrę: zwycięstwo wojsk chilijskich nad peruwiańskimi w bitwie pod Aricą.
- 1884 – W rosyjskim Niżnym Nowogrodzie doszło do pogromu Żydów.
- 1894 – Abd al-Aziz IV został sułtanem Maroka.
- 1898 – W Bratysławie założono klub piłkarski FC Petržalka 1898 (jako Pozsonyi Torna Egyesület (PTE)).
- 1901 – Niemiecki astronom Max Wolf odkrył planetoidę (471) Papagena.
- 1902:
  - Émile Combes został premierem Francji.
  - Pałac Marselisborg na Jutlandii został przekazany duńskiej rodzinie królewskiej jako dar od narodu.
- 1905 – Rozwiązano unię personalną między królestwami Norwegii i Szwecji.
- 1906 – Zwodowano brytyjski transatlantyk RMS „Lusitania”.
- 1913 – Dokonano pierwszego wejścia na Denali (McKinley) na Alasce, najwyższy szczyt Ameryki Północnej.
- 1915 – Rosja i Chiny podpisały porozumienie przyznające autonomię Mongolii Zewnętrznej.
- 1917:
  - I wojna światowa: pod Messines w zachodniej Belgii Brytyjczycy zdetonowali 19 min umieszczonych pod pozycjami niemieckimi w wyniku czego śmierć poniosło ok. 10 tysięcy żołnierzy.
  - W USA powstała pozarządowa organizacja filantropijna Lions Clubs International.
- 1919 – Wojsko brytyjskie stłumiło powstanie Siódmego Czerwca w Valletcie na Malcie, zabijając 4 osoby.
- 1922 – W czasie drugiej brytyjskiej wyprawy na Mount Everest w wyniku zejścia lawiny zginęło 7 Szerpów, co spowodowało jej zakończenie.
- 1926 – Carl Gustaf Ekman został premierem Szwecji.
- 1929 – Wraz z wejściem w życie traktatów laterańskich powstało państwo Watykan.
- 1930:
  - Carl Gustaf Ekman został po raz drugi premierem Szwecji.
  - Uniwersytet Litewski w Kownie przemianowano na Uniwersytet Witolda Wielkiego.
- 1934 – W rozegranym w Neapolu meczu o 3. miejsce II Mistrzostw Świata w Piłce Nożnej Niemcy pokonali Austrię 3:2.
- 1935 – W Wielkiej Brytanii powstał trzeci rząd Stanleya Baldwina.
- 1936 – We Francji rząd Léona Bluma wprowadził 40-godzinny tydzień pracy, pracownicze porozumienia zbiorowe i płatne urlopy wypoczynkowe.
- 1939 – III Rzesza zawarła w Berlinie pakty o nieagresji z Estonią i Łotwą.
- 1940:
  - Bitwa o Atlantyk: u wybrzeży Irlandii zatonął w trakcie holowanie wraz z 4 osobami na pokładzie krążownik pomocniczy RMS „Carinthia”, storpedowany poprzedniego dnia przez niemiecki okręt podwodny U-46.
  - Kampania norweska: z Tromsø na północy kraju wypłynął brytyjski okręt wojenny, którym na emigrację do Londynu udali się: król Haakon VII, premier Johan Nygaardsvold i członkowie rządu.
- 1942 – Wojna na Pacyfiku: klęską Japończyków zakończyła się przełomowa bitwa pod Midway.
- 1943 – Gen. Pedro Ramírez został prezydentem Argentyny.
- 1944 – Podczas lądowania w Normandii niemiecki okręt podwodny U-629 został zatopiony bombami głębinowymi przez brytyjski bombowiec Consolidated B-24 Liberator, w wyniku czego zginęła cała, 51-osobowa załoga.
- 1945 – Król Norwegii Haakon VII po 5-letnim pobycie na wygnaniu powrócił wraz z rodziną do Oslo.
- 1947 – Założono chilijski klub piłkarski CD Huachipato.
- 1948 – Prezydent Edvard Beneš podał się do dymisji, nie godząc się na podpisanie konstytucji ustanawiającej w Czechosłowacji ustrój komunistyczny.
- 1949 – Krótko po starcie z San Juan na Portoryko runął do morza mający lecieć do Miami samolot Curtiss Wright C-46D, w wyniku czego zginęły 53 spośród 81 osób na pokładzie.
- 1951 – W więzieniu w Landsberg am Lech w Bawarii stracono ostatnich 7 zbrodniarzy nazistowskich.
- 1954 – Yü Hung-chün został premierem Tajwanu.
- 1956 – Zwodowano amerykański jeziorowiec SS „Edmund Fitzgerald“, który w 1975 roku zatonął w niejasnych okolicznościach na Jeziorze Górnym.
- 1958 – Zlikwidowano komunikację tramwajową w szwedzkim Jönköping.
- 1960 – Ronald Reagan zrezygnował ze stanowiska prezesa Gildii Aktorów Ekranowych (SAG).
- 1961:
  - Danao na Filipinach uzyskało prawa miejskie.
  - Premiera westernu Ostatni zachód słońca w reżyserii Roberta Aldricha.
- 1962 – Mongolia wstąpiła do Rady Wzajemnej Pomocy Gospodarczej (RWPG).
- 1964:
  - Powołana do zbadania sprawy zamachu na Johna F. Kennedy’ego komisja Warrena przesłuchała Jacka Rubyʼego, zabójcę Lee Harveya Oswalda.
  - W Etiopii zniesiono ruch lewostronny.
- 1965:
  - 128 górników zginęło w wyniku wybuchu metanu w kopalni węgla kamiennego koło miasta Kakanj w Bośni i Hercegowinie.
  - Zakończyła się załogowa misja kosmiczna Gemini 4.
- 1966 – Wystrzelono amerykańskiego satelitę geofizycznego OGO 3.
- 1967 – Wojna sześciodniowa: wojska izraelskie zajęły Jerozolimę.
- 1968 – Otwarto park rozrywki Legoland Billund w Danii.
- 1969 – Amerykański pasywny satelita telekomunikacyjny Echo 2 spłonął w atmosferze.
- 1971:
  - Filipiński urzędnik Manuel Elizalde poinformował o odkryciu w dżungli na wyspie Mindanao plemienia Tasaday, żyjącego w sposób niezmieniony od epoki kamienia, co w 1986 roku zostało zdemaskowane jako mistyfikacja, a członkowie rzekomego plemienia byli w rzeczywistości rolnikami żyjącymi w sąsiedniej wiosce.
  - Na radziecką stację orbitalną Salut 1 przybyła jej druga stała załoga.
  - Z powodu błędu pilota podczas lądowania na lotnisku w New Haven w amerykańskim stanie Connecticut rozbił się należący do Allegheny Airlines Convair CV-580, w wyniku czego zginęło 28 spośród 31 osób na pokładzie.
- 1973 – Willy Brandt jako pierwszy kanclerz RFN przybył z wizytą do Izraela.
- 1975 – Sony zaprezentowało system zapisu wideo Betamax.
- 1979 – Rozpoczęły się pierwsze bezpośrednie i powszechne wybory do Parlamentu Europejskiego.
- 1980 – 69 osób zginęło, a 93 zostały ranne w wyniku uderzenia pociągu pasażerskiego w autobus na przejeździe kolejowym w Empangeni na wschodzie RPA.
- 1981 – Izraelskie lotnictwo zniszczyło iracki reaktor jądrowy Osirak.
- 1982:
  - Hissène Habré został prezydentem Czadu.
  - Otwarto muzeum Elvisa Presleya mieszczące się w jego posiadłości Graceland w Memphis.
- 1983 – W kierunku Wenus została wystrzelona radziecka sonda Wenera 16.
- 1986 – Polska pokonała Portugalię 1:0 w swym drugim meczu grupowym podczas piłkarskich Mistrzostw Świata w Meksyku.
- 1987 – Reprezentantka ZSRR Natalja Lisowska ustanowiła w Moskwie aktualny do dziś rekord świata w pchnięciu kulą (22,63 m).
- 1989 – 176 osób zginęło w katastrofie samolotu Douglas DC-8 w Surinamie.
- 1990:
  - Palestyńscy terroryści zdetonowali bombę w centrum handlowym w Jerozolimie, w wyniku czego zginęła 1 osoba, a 9 odniosło obrażenia.
  - Rada Północnoatlantycka wystosowała tzw. Posłanie z Turnberry, w którym zapraszała do współpracy państwa członkowskie Układu Warszawskiego.
- 1992:
  - Əbülfəz Elçibəy zwyciężył w pierwszych wyborach prezydenckich w Azerbejdżanie.
  - Kościół św. Michała Archanioła w Kownie powrócił do wiernych.
- 1993 – Rozpoczął się strajk górników Donieckiego Zagłębia Węglowego.
- 1995 – Po referendum z 14 maja prezydent Białorusi Alaksandr Łukaszenka zatwierdził przepisy dotyczące godła i flagi państwowej. Niemal niezmieniona flaga i herb Białoruskiej SRR oficjalnie powróciły, aby zastąpić biało-czerwono-białą flagę i godło Pogoń.
- 1998:
  - W Bełczycy (obecnie w Połocku) poświęcono krzyż pamiątkowy ofiarom sowieckiego reżimu stalinowskiego w Białorusi.
  - Wybuchła wojna domowa w Gwinei-Bissau.
- 1999 – W Indonezji odbyły się pierwsze od 1955 roku wolne wybory parlamentarne.
- 2001:
  - Irlandczycy odrzucili w referendum traktat nicejski.
  - Partia Pracy premiera Tony’ego Blaira odniosła zdecydowane zwycięstwo w wyborach parlamentarnych w Wielkiej Brytanii.
- 2003:
  - 4 niemieckich żołnierzy zginęło, a 31 odniosło obrażenia w samobójczym zamachu na ich autobus w Kabulu.
  - W argentyńskim mieście La Plata otwarto wielofunkcyjny stadion Estadio Ciudad de La Plata.
- 2006:
  - W amerykańskim nalocie zginął Abu Musab az-Zarkawi, szef Al-Ka’idy w Iraku.
  - Został opublikowany raport ze śledztwa specjalnej komisji Rady Europy pod przewodnictwem szwajcarskiego senatora i byłego prokuratora Dicka Marty’ego w sprawie tajnych więzień CIA w Europie.
- 2008:
  - Na Islandii utworzono największy w Europie Park Narodowy Vatnajökull.
  - Rozpoczęły się XIII Mistrzostwa Europy w Piłce Nożnej rozgrywane w Austrii i Szwajcarii.
- 2009 – XIV Dalajlama Tenzin Gjaco został honorowym obywatelem Paryża.
- 2011:
  - Brazylijczyk Ronaldo zakończył karierę piłkarską.
  - Rosja i Norwegia wymieniły się dokumentami ratyfikującymi umowę ustalającą granicę pomiędzy strefami ekonomicznymi obu państw w Arktyce.
- 2012 – Został stracony Abid Al-Hamid Mahmud, bliski współpracownik byłego dyktatora Iraku Saddama Husajna, w tzw. Amerykańskiej Talii Kart występujący jako as karo.
- 2014 – Petro Poroszenko został prezydentem Ukrainy.
- 2015:
  - Brytyjczyk Bradley Wiggins ustanowił w Londynie kolarski rekord świata w jeździe godzinnej (54 km i 526 m.)
  - Rządząca Partia Sprawiedliwości i Rozwoju wygrała wybory do Wielkiego Zgromadzenia Narodowego Turcji, tracąc jednak większość absolutną.
- 2017:
  - 122 osoby zginęły w katastrofie birmańskiego samolotu wojskowego Shaanxi Y-8 na Morzu Andamańskim.
  - Na łamach tygodnika „Nature” ogłoszono odkrycie datowanych na 315 tys. lat szczątków Homo sapiens w Dżabal Ighud w południowym Maroku, co oznacza, że człowiek rozumny istniał już 100 tys. lat wcześniej, niż dotychczas sądzono.
  - Sher Bahadur Deuba został po raz czwarty premierem Nepalu.
  - W dwóch zamachach na budynek parlamentu i mauzoleum ajtollaha Chomeiniego w Teheranie zginęły 23 osoby (w tym 5 zamachowców), a 52 zostały ranne.
- 2021 – Koło miasta Daharki we wschodnim Pakistanie doszło do wykolejenia 8 wagonów pociągu ekspresowego Karaczi-Sargodha w które chwilę później uderzył pociąg ekspresowy jadący z Rawalpindi do Karaczi, w wyniku czego zginęło 65 osób, a ok. 150 zostało rannych.
- 2022 – Inwazja Rosji na Ukrainę: wojska rosyjskie zajęły Świętogórsk w obwodzie donieckim.

## Urodzili się
- 1422 – Federico da Montefeltro, włoski kondotier (zm. 1482)
- 1529 – Étienne Pasquier, francuski historyk, humanista, poeta (zm. 1615)
- 1532 – Amy Robsart, angielska arystokratka (zm. 1560)
- 1662 – José Pereira de Lacerda, portugalski duchowny katolicki, biskup Faro, kardynał (zm. 1738)
- 1668 – Theodorus van der Croon, holenderski duchowny starokatolicki, arcybiskup Utrechtu (zm. 1739)
- 1686 – Adolf Fryderyk III, książę Meklemburgii-Strelitz (zm. 1752)
- 1699 – Franz Anton Pilgram, austriacki architekt (zm. 1761)
- 1718 – Jean-François Joly de Fleury, francuski polityk, generalny kontroler finansów (zm. 1802)
- 1721 – Barbara Campanini, włoska tancerka baletowa (zm. 1799)
- 1724 – (data chrztu) Franz Anton Maulbertsch, austriacki malarz, grafik (zm. 1796)
- 1732 – Giuseppe Demachi, włoski kompozytor (zm. 1791)
- 1736 – Fryderyk Karol, książę Schwarzburg-Rudolstadt (zm. 1793)
- 1738:
  - Jan Antoni Jacek Boucharenc de Chaumeils, francuski duchowny katolicki, męczennik, błogosławiony (zm. 1792)
  - Ignacy Jerzy Potocki, polski generał lejtnant, polityk, duchowny katolicki (zm. 1794)
- 1745 – Sigismund Ernst von Hohenwart, austriacki duchowny katolicki, biskup Linzu (zm. 1825)
- 1749 – Nicolas Haxo, francuski generał, rewolucjonista (zm. 1794)
- 1757 – Georgiana Cavendish, brytyjska arystokratka (zm. 1806)
- 1767 – Antoni Grocholski, polski szlachcic, rotmistrz, polityk (zm. 1808)
- 1770 – Robert Jenkinson, brytyjski arystokrata, polityk, premier Wielkiej Brytanii (zm. 1828)
- 1778 – Beau Brummell, brytyjski projektant mody (zm. 1840)
- 1806 – Domenico Consolini, włoski kardynał (zm. 1884)
- 1813 – Karl von Hegel, niemiecki historyk, wydawca (zm. 1901)
- 1817 – Alojzy Caburlotto, włoski duchowny katolicki, założyciel Zgromadzenia Córek św. Józefa, błogosławiony (zm. 1897)
- 1824:
  - Bernhard von Gudden, niemiecki neuroanatom, psychiatra, wykładowca akademicki (zm. 1886)
  - Adolf Jabłoński, polski major w powstaniu styczniowym, zesłaniec, pamiętnikarz, dyrektor kopalni ropy, farmaceuta (zm. 1887)
- 1825 – Edward Bonifacy Pawłowicz, polski malarz, działacz społeczny (zm. 1909)
- 1829 – Nikołaj Fiodorow, rosyjski filozof, futurolog, teolog prawosławny (zm. 1903)
- 1830 – Edward Middleton Barry, brytyjski architekt, wykładowca akademicki (zm. 1880)
- 1833 – Damazy Trzciński, polski ziemianin, działacz niepodległościowy, uczestnik powstania styczniowego, emigrant (zm. 1907)
- 1834 – Józef Gałęzowski, polski działacz patriotyczny i emigracyjny (zm. 1916)
- 1835 – Jonas Smalakys, litewski polityk, działacz społeczny i kulturalny w Prusach Wschodnich (zm. 1901)
- 1837 – Alois Hitler, austriacki urzędnik, ojciec Adolfa (zm. 1903)
- 1838 – Ferdinand Stoliczka, morawski przyrodnik, paleontolog, zoolog, geolog, podróżnik, himalaista (zm. 1874)
- 1840:
  - Maria Charlotta Koburg, księżniczka belgijska, cesarzowa Meksyku (zm. 1927)
  - Josiah V. Meigs, amerykański oficer, inżynier, przedsiębiorca (zm. 1907)
  - Adolf Pawiński, polski historyk, wykładowca akademicki (zm. 1896)
- 1845 – Leopold Auer, węgierski skrzypek, pedagog, kompozytor pochodzenia żydowskiego (zm. 1930)
- 1846 – Leon Pastor, polski duchowny katolicki, polityk (zm. 1912)
- 1848 – Paul Gauguin, francuski malarz (zm. 1903)
- 1849 – Manuel Bonilla, honduraski generał, polityk, prezydent Hondurasu (zm. 1913)
- 1852 – William Ellison-Macartney, brytyjski polityk (zm. 1924)
- 1855 – Jan Trzecieski, polski ziemianin, polityk (zm. 1909)
- 1856 – Juan Gaspar Stork, niemiecki duchowny katolicki, biskup San José de Costa Rica (zm. 1920)
- 1858 – Ernő Jendrassik, węgierski neurolog, wykładowca akademicki (zm. 1921)
- 1860:
  - Hanns Fechner, niemiecki malarz, pisarz, wykładowca akademicki (zm. 1931)
  - William Webster, australijski polityk (zm. 1936)
- 1861:
  - Maria Raffaella Cimatti, włoska zakonnica, błogosławiona (zm. 1945)
  - Antoni Laubitz, polski duchowny katolicki, biskup pomocniczy gnieźnieński (zm. 1939)
- 1862 – Philipp Lenard, niemiecki fizyk, wykładowca akademicki, laureat Nagrody Nobla (zm. 1947)
- 1865 – Antoni Wincenty Mieszkowski, polski dziennikarz, literat (zm. 1900)
- 1866 – Ernest William Hornung, brytyjski prozaik, poeta pochodzenia węgierskiego (zm. 1921)
- 1868 – Charles Rennie Mackintosh, szkocki architekt, projektant, malarz (zm. 1928)
- 1869 – Ole Olsen, duński strzelec sportowy (zm. 1944)
- 1871:
  - Fritz Chotzen, niemiecki psychiatra (zm. 1937)
  - Antoni Wieniawski, polski ziemianin, ekonomista, polityk, kierownik resortu skarbu (zm. 1939)
- 1872 – Benedykt Hertz, polski pisarz, satyryk, dziennikarz (zm. 1952)
- 1873 – Wacław Tokarz, polski pułkownik, historyk powstań narodowych i wojskowości, wykładowca akademicki (zm. 1937)
- 1877:
  - Charles Glover Barkla, brytyjski fizyk, wykładowca akademicki, laureat Nagrody Nobla (zm. 1944)
  - Nykyta Budka, ukraiński duchowny greckokatolicki, biskup pomocniczy lwowski, błogosławiony (zm. 1949)
  - Andrzej Wierzbicki, polski działacz gospodarczy, polityk, minister przemysłu i handlu, poseł na Sejm RP (zm. 1961)
- 1879 – Knud Rasmussen, duński badacz polarny (zm. 1933)
- 1880:
  - Wacłau Iwanouski, białoruski narodowy działacz polityczny, kulturalny i oświatowy, publicysta, wydawca, wykładowca akademicki (zm. 1943)
  - Maciej Loret, polski historyk, dyplomata pochodzenia francuskiego (zm. 1949)
  - Friedrich Meggendorfer, niemiecki neurolog, psychiatra (zm. 1953)
  - Władimir Sukaczow, rosyjski botanik, leśnik, geograf, wykładowca akademicki (zm. 1967)
- 1881 – Lucien Bersot, francuski żołnierz (zm. 1915)
- 1882:
  - Innocenty (Letiajew), rosyjski biskup prawosławny (zm. 1937)
  - Bolesław Namysłowski, polski botanik, wykładowca akademicki (zm. 1929)
- 1883:
  - Horst Goeldel-Bronikoven, niemiecki strzelec sportowy (zm. ?)
  - Sylvanus Morley, amerykański archeolog, epigrafik, majanista, wykładowca akademicki (zm. 1948)
  - Antin Onyszczuk, ukraiński etnograf, polityk (zm. 1937)
- 1884:
  - Ali ibn Hammud, sułtan Zanzibaru (zm. 1918)
  - Gieorgij Nikiforow, radziecki pisarz (zm. 1939)
- 1885:
  - Boris Bazilewski, rosyjski fizyk, astronom, wykładowca akademicki (zm. 1955)
  - David Bélonie, francuski anarchista (zm. 1915)
- 1886:
  - Henri Coandă, rumuński pionier lotnictwa (zm. 1972)
  - Lilian Fowler, australijska polityk (zm. 1954)
- 1887 – Sidor Kowpak, radziecki generał major (zm. 1967)
- 1888 – Clarence DeMar, amerykański lekkoatleta, maratończyk (zm. 1958)
- 1889:
  - Michaił Cechanowski, radziecki twórca filmów animowanych (zm. 1965)
  - Frank Duff, irlandzki urzędnik państwowy, założyciel Legionu Maryi, Sługa Boży (zm. 1980)
  - Adam Fischer, polski etnograf, etnolog, folklorysta (zm. 1943)
- 1890:
  - Zdzisław Lechnicki, polski ziemianin, polityk, poseł na Sejm RP (zm. 1959)
  - Erik Peterson, niemiecki teolog protestancki, następnie katolicki, patrolog, przeciwnik nazizmu (zm. 1960)
  - Hjalmar Riiser-Larsen, norweski pionier lotnictwa, oficer marynarki norweskiej, polarnik, przedsiębiorca (zm. 1965)
- 1892:
  - Kevin O’Higgins, irlandzki polityk (zm. 1927)
  - Carlos Villarías, hiszpański aktor (zm. 1976)
- 1893 – Gillis Grafström, szwedzki łyżwiarz figurowy (zm. 1938)
- 1894:
  - Gerard Crole, brytyjski pilot wojskowy, as myśliwski (zm. 1965)
  - Aleksandr Prokofjew-Siewierski, rosyjsko-amerykański pilot wojskowy, as myśliwski, pionier lotnictwa, teoretyk geopolityki i geostrategii (zm. 1974)
- 1896:
  - Percy Jack Clayson, brytyjski pilot wojskowy, as myśliwski (zm. 1970)
  - Adam Leśniewski, podporucznik artylerii Wojska Polskiego (zm. 1920)
  - Robert Mulliken, amerykański chemik, fizyk, wykładowca akademicki, laureat Nagrody Nobla (zm. 1986)
  - Imre Nagy, węgierski polityk komunistyczny, premier Węgier (zm. 1958)
  - Fiodor Riemiezow, radziecki generał lejtnant (zm. 1970)
- 1897:
  - Helena Jurgielewicz, polska wszechstronna sportsmenka, pierwsza kobieta z dyplomem weterynaryjnym (zm. 1980)
  - Kiriłł Mierieckow, radziecki dowódca wojskowy, marszałek ZSRR (zm. 1968)
  - George Szell, amerykański kompozytor, pianista, dyrygent pochodzenia węgierskiego (zm. 1970)
- 1898 – Władysław Jentys, polski działacz sportowy (zm. 1941)
- 1899:
  - Elizabeth Bowen, irlandzka pisarka (zm. 1973)
  - John Hawkes, australijski tenisista (zm. 1990)
- 1900:
  - Willem Putman, flamandzki prozaik, dramaturg (zm. 1954)
  - Anton Zwerina, austriacki sztangista (zm. 1973)
- 1901 – Jimmy Gallagher, amerykański piłkarz pochodzenia szkockiego (zm. 1971)
- 1902:
  - Tomasz Kołakowski, polski duchowny katolicki, pijar, działacz społeczny, polityk, poseł na Sejm Ustawodawczy (zm. 1987)
  - Efraim Seidenbeutel, polski malarz pochodzenia żydowskiego (zm. 1945)
  - Menasze Seidenbeutel, polski malarz pochodzenia żydowskiego (zm. 1945)
- 1903:
  - Mirosław Leśniewski, polski kapitan pilot (zm. 1939)
  - Zdzisław Stieber, polski językoznawca, slawista (zm. 1980)
- 1904:
  - Thorkild Jacobsen, duński asyrolog (zm. 1993)
  - Mieczysław Medwecki, polski kapitan pilot (zm. 1939)
- 1905 – Stanisław Teisseyre, polski malarz, pedagog, polityk, poseł na Sejm PRL (zm. 1988)
- 1906:
  - Glen Gray, amerykański saksofonista jazzowy (zm. 1963)
  - Alexandre-Charles Renard, francuski duchowny katolicki, arcybiskup Lyonu, kardynał (zm. 1983)
- 1907:
  - Sigvard Bernadotte, szwedzki książę (zm. 2002)
  - Mascha Kaléko, niemiecka poetka pochodzenia żydowskiego (zm. 1975)
  - Czesław Surma, polski porucznik, żołnierz AK (zm. 1943)
  - Percy Wyld, brytyjski kolarz szosowy (zm. 1972)
- 1908:
  - Margherita Carosio, włoska śpiewaczka operowa (sopran liryczno-koloraturowy) (zm. 2005)
  - Marion Martin, amerykańska aktorka (zm. 1985)
  - Stanisław Patalan, polski kapitan pilot (zm. 1943)
- 1909:
  - Virginia Apgar, amerykańska pediatra, anestezjolog (zm. 1974)
  - William Dupree, amerykański baseballista (zm. 1955)
  - Antoni Keller, polski piłkarz, bramkarz (zm. 1996)
  - Michał Stęborowski, polski porucznik pilot (zm. 1940)
  - Jessica Tandy, amerykańska aktorka pochodzenia brytyjskiego (zm. 1994)
- 1910:
  - Arthur Gardner, amerykański aktor, producent filmowy (zm. 2014)
  - Aleksander Gąssowski, polski aktor, reżyser teatralny (zm. 1980)
- 1911 – Mario Perazzolo, włoski piłkarz, trener (zm. 2001)
- 1912 – Paweł Sikora, polski antropolog, wykładowca akademicki (zm. 2002)
- 1914:
  - Khwaja Ahmad Abbas, indyjski pisarz, reżyser, producent i scenarzysta filmowy (zm. 1987)
  - Florian Grzechowiak, polski koszykarz, trener (zm. 1972)
- 1915:
  - Jan Malinowski, polski dyrygent, kompozytor, pedagog (zm. 2001)
  - Alberto Wagner de Reyna, peruwiański dyplomata, prawnik, filozof, pisarz, historyk stosunków międzynarodowych, egzystencjalista, tradycjonalista katolicki (zm. 2006)
- 1916 – Anna Turowiczowa, polska tłumaczka (zm. 2000)
- 1917:
  - Gwendolyn Brooks, amerykańska poetka (zm. 2000)
  - Dean Martin, amerykański aktor, piosenkarz pochodzenia włoskiego (zm. 1995)
- 1918:
  - Irena Grajewska, polska historyk (zm. 1982)
  - Alojzy Melich, polski ekonomista, polityk, poseł na Sejm PRL (zm. 2006)
- 1919:
  - Johanan Aharoni, izraelski archeolog, publicysta (zm. 1976)
  - Lorenz Nieberl, niemiecki bobsleista (zm. 1968)
- 1920:
  - Norbert Gosieniecki, polski kleryk katolicki, Sługa Boży (zm. 1940)
  - Maung Maung Kha, birmański polityk, premier Birmy (zm. 1995)
  - Georges Marchais, francuski polityk (zm. 1997)
  - Jan Michalski, polski chemik, wykładowca w (zm. 2016)
- 1921:
  - Grant Babajan, radziecki podpułkownik narodowości ormiańskiej (zm. 1995)
  - Krystyna Królikiewicz-Harasimowicz, polska aktorka (zm. 2017)
  - Alexandre de Marenches, francuski wysoki funkcjonariusz służb specjalnych (zm. 1995)
- 1922:
  - Aleksander Krawczuk, polski historyk starożytności, wykładowca akademicki, eseista, polityk, minister kultury i sztuki, poseł na Sejm RP (zm. 2023)
  - Jacques Lataste, francuski florecista (zm. 2011)
- 1923:
  - Jean Baratte, francuski piłkarz (zm. 1986)
  - Giorgio Belladonna, włoski urzędnik państwowy, brydżysta (zm. 1995)
  - Henryk Jerzy Chmielewski, polski grafik, rysownik, publicysta (zm. 2021)
  - Ezra Sued, argentyński piłkarz (zm. 2011)
- 1924 – Dolores Gray, amerykańska aktorka (zm. 2002)
- 1925 – Danuta Szyksznian-Ossowska, polska łączniczka AK, nauczycielka, działaczka kombatancka (zm. 2022)
- 1926:
  - Ion Bǎlǎnel, rumuński szachista
  - Andriej Gaponow-Griechow, rosyjski fizyk, wykładowca akademicki (zm. 2022)
  - Henryk Jasiorowski, polski zootechnik (zm. 2017)
- 1927:
  - Herbert R. Axelrod, amerykański popularyzator akwarystyki, publicysta (zm. 2017)
  - Tadeusz Chmielewski, polski reżyser, scenarzysta i producent filmowy (zm. 2016)
  - Dell Hathaway Hymes, amerykański lingwista, socjolog, antropolog, folklorysta (zm. 2009)
  - Henry Felix Kaiser, amerykański psycholog, statystyk (zm. 1992)
  - Charles de Tornaco, belgijski kierowca wyścigowy (zm. 1953)
- 1928:
  - Dave Bowen, walijski piłkarz, trener (zm. 1995)
  - James Ivory, amerykański reżyser i scenarzysta filmowy
  - Ken McKinlay, szkocki żużlowiec (zm. 2003)
  - Reg Park, brytyjski kulturysta, aktor (zm. 2007)
  - Jerzy Rutowicz, polski kierownik produkcji i producent filmowy (zm. 2018)
- 1929:
  - Antonio Carbajal, meksykański piłkarz, trener (zm. 2023)
  - Basri Dirimlili, turecki piłkarz, trener (zm. 1999)
  - Medard Plewacki, polski aktor (zm. 2021)
  - John Turner, kanadyjski prawnik, polityk, minister finansów, premier Kanady (zm. 2020)
- 1930:
  - Hilderaldo Bellini, brazylijski piłkarz (zm. 2014)
  - Paddy Fagan, irlandzki piłkarz (zm. 2014)
  - Gérard Genette, francuski teoretyk literatury (zm. 2018)
  - Iwan Kandyba, ukraiński prawnik, nacjonalista, dysydent, działacz polityczny (zm. 2002)
  - Leszek Moczulski, polski dziennikarz, publicysta, historyk, działacz opozycji antykomunistycznej, polityk, poseł na Sejm RP (zm. 2024)
  - Jerzy Płonka, polski matematyk, wykładowca akademicki (zm. 2020)
- 1931:
  - Andrea Gemma, włoski duchowny katolicki, biskup Isernia-Venafro (zm. 2019)
  - D.M. Jayaratne, lankijski polityk, premier Sri Lanki (zm. 2019)
  - Virginia McKenna, brytyjska aktorka
  - Mike Pratt, brytyjski aktor, autor tekstów piosenek (zm. 1976)
- 1932:
  - Tina Brooks, amerykański saksofonista jazzowy (zm. 1974)
  - Ryszard Olszewski, polski koszykarz, samorządowiec (zm. 2020)
  - Lajos Szentgáli, węgierski lekkoatleta, średniodystansowiec (zm. 2005)
- 1933 – Juan María Uriarte Goiricelaya, hiszpański duchowny katolicki, biskup Zamory i San Sebastián (zm. 2024)
- 1934:
  - Philippe Entremont, francuski pianista, dyrygent
  - He Luli, chińska lekarka, polityk (zm. 2022)
  - Koloa Talake, tuwalski polityk, premier Tuvalu (zm. 2008)
  - Jan Wierzbicki, polski slawista, językoznawca, wykładowca akademicki, tłumacz (zm. 1996)
- 1935:
  - Géza Alföldy, węgierski historyk (zm. 2011)
  - Harry Crews, amerykański pisarz (zm. 2012)
  - Engelbert Jarek, polski piłkarz, trener (zm. 2017)
  - Stanisław Kochman, polski filolog, slawista, wykładowca akademicki (zm. 2010)
  - Franco Trincavelli, włoski wioślarz (zm. 1983)
- 1936:
  - Pippo Baudo, włoski prawnik, prezenter telewizyjny (zm. 2025)
  - Chaovarat Chanweerakul, tajski polityk
  - Wincenty Faber, polski poeta, autor tekstów piosenek (zm. 1980)
  - Sławomir Kalembka, polski historyk, wykładowca akademicki (zm. 2009)
  - Domingo Pérez, urugwajski piłkarz (zm. 2024)
- 1937:
  - Zdzisław Kudła, polski reżyser, scenarzysta, scenograf, twórca filmów animowanych
  - Marc Reymann, francuski prawnik, samorządowiec, polityk (zm. 2010)
- 1938:
  - Timothy J. Crow, brytyjski psychiatra (zm. 2024)
  - Winfried Lipscher, niemiecki teolog, tłumacz, działacz na rzecz polsko-niemieckiego pojednania (zm. 2024)
  - Elżbieta Pietruska-Madej, polska filozof (zm. 2001)
  - Ian St. John, szkocki piłkarz, trener (zm. 2021)
  - Armando Tobar, chilijski piłkarz (zm. 2016)
- 1939 – Hans-Christian Ströbele, niemiecki prawnik, adwokat, polityk (zm. 2022)
- 1940:
  - Lech Bieganowski, polski lekarz, okulista (zm. 2017)
  - Tom Jones, walijski piosenkarz, gitarzysta, aktor
  - Kim Song-sun, północnokoreańska łyżwiarka szybka
  - Janina Kumaniecka, polska dziennikarka, publicystka, tłumaczka (zm. 2007)
  - Ronald Pickup, brytyjski aktor (zm. 2021)
  - Siergiej Siwko, radziecki bokser (zm. 1966)
- 1941:
  - Blasco Giurato, włoski operator filmowy (zm. 2022)
  - Jaime Laredo, amerykański skrzypek, dyrygent
  - Jan Rybarski, polski dyrygent, chórmistrz, organista (zm. 2018)
- 1942:
  - Mu’ammar al-Kaddafi (ur. 7 czerwca lub 13 września 1942), libijski pułkownik i polityk, przywódca Libii (zm. 2011)
  - Benő Káposzta, węgierski piłkarz (zm. 2025)
  - Adam Massalski, polski historyk
  - Domenico Sigalini, włoski duchowny katolicki, biskup Palestriny
- 1943:
  - Frederick Hart, amerykański rzeźbiarz (zm. 1999)
  - Mel Levine, amerykański polityk pochodzenia żydowskiego
  - Teresa Musco, włoska sprzątaczka, opiekunka do dzieci, mistyczka, stygmatyczka (zm. 1976)
- 1944:
  - Annette Lu, tajwańska feministka, polityk, wiceprezydent Tajwanu
  - Andrzej Melak, polski działacz społeczny, prezes Komitetu Katyńskiego, samorządowiec, polityk, poseł na Sejm RP
  - Cazzie Russell, amerykański koszykarz, trener
  - Robert Zawada, polski piłkarz ręczny, trener (zm. 2024)
  - Konrad Zdarsa, niemiecki duchowny katolicki, biskup Augsburga
- 1945:
  - Lars-Göran Åslund, szwedzki biegacz narciarski
  - Billy Butler, amerykański piosenkarz (zm. 2015)
  - Włodzimierz Łyczywek, polski adwokat, polityk, senator RP
  - Wolfgang Schüssel, austriacki polityk, kanclerz Austrii
  - Deborah Tannen, amerykańska socjolingwistka
- 1946:
  - Antoni Chodorowski, polski rysownik, satyryk, karykaturzysta (zm. 1999)
  - Mauro Del Vecchio, włoski generał, polityk, dowódca Międzynarodowyh Sił Wsparcia Bezpieczeństwa (ISAF) (zm. 2025)
  - José Antonio Griñán, hiszpański prawnik, samorządowiec, polityk
  - Wojciech Lamentowicz, polski prawnik, dyplomata, polityk, poseł na Sejm RP
  - Jan Miodek, polski językoznawca, gramatyk normatywny, wykładowca akademicki
  - Ireneusz Skubis, polski nauczyciel, polityk, poseł na Sejm RP
- 1947:
  - Włodzimierz Michalski, polski generał brygady
  - Thurman Munson, amerykański baseballista (zm. 1979)
  - Adam Sosnowski, polski polityk, poseł na Sejm RP
- 1948:
  - Kamen Goranow, bułgarski zapaśnik
  - Toninho, brazylijski piłkarz (zm. 1999)
  - Anna Záborská, słowacka lekarka, polityk, eurodeputowana
- 1949:
  - Jean Dufaux, belgijski dziennikarz, scenarzysta komiksowy
  - Lou Macari, szkocki piłkarz, trener
  - Sukhwinder Singh, indyjski trener piłkarski
  - Albert Zweifel, szwajcarski kolarz przełajowy i szosowy
- 1950:
  - Mirosław Henke, polski aktor, pedagog
  - Czesław Krakowski, polski rolnik, przedsiębiorca, polityk, senator RP (zm. 2022)
  - Tomasz Kumek, polski samorządowiec, prezydent Tomaszowa Mazowieckiego
  - Didier-Claude Rod, francuski lekarz, polityk
  - Andrzej Serdiukow, polski producent filmowy
- 1951:
  - Pirkko Helenius, fińska lekkoatletka, skoczkini w dal
  - Iwan Jankow, bułgarski zapaśnik
  - Józef Kusiak, polski historyk, polityk, samorządowiec, prezydent Jeleniej Góry
  - Jacek Niedźwiedzki, polski tenisista, trener (zm. 2021)
  - Józef Krzysztof Oraczewski, polski malarz, autor instalacji
- 1952:
  - Hubert Auriol, francuski kierowca rajdowy (zm. 2021)
  - Daria Doncowa, rosyjska pisarka
  - Andrzej Grzyb, polski prozaik, poeta, samorządowiec, polityk, senator RP (zm. 2016)
  - Andrzej Klawitter, polski pisarz, aforysta, satyryk, autor słuchowisk radiowych (zm. 2019)
  - Jerzy Miller, polski samorządowiec, polityk
  - Liam Neeson, północnoirlandzki aktor
  - Orhan Pamuk, turecki pisarz, laureat Nagrody Nobla
  - Jan Rzymełka, polski polityk, poseł na Sejm RP
- 1953:
  - John Đỗ Văn Ngân, wietnamski duchowny katolicki, biskup pomocniczy Xuân Lộc
  - Latha, indyjska aktorka, polityk
  - Jaromír Nohavica, czeski pieśniarz, kompozytor, poeta
  - Stanisław Radziszowski, polski profesor informatyki
  - Libuše Šafránková, czeska aktorka (zm. 2021)
  - Krzysztof Senajko, polski poeta, publicysta, działacz opozycji antykomunistycznej (zm. 2008)
- 1954:
  - Jaime Mañalich, chilijski lekarz, polityk
  - Andrzej Pikul, polski pianista, pedagog
  - Günther Platter, austriacki polityk, starosta krajowy Tyrolu
  - Sławomir Rotkiewicz, polski pięcioboista nowoczesny
  - Tiku Talsania, indyjski aktor
- 1955:
  - William Forsythe, amerykański aktor
  - Dorota Kamińska, polska aktorka
  - Bill Koch, amerykański biegacz narciarski
  - Alfred Owoc, polski lekarz, polityk, poseł na Sejm RP
- 1956:
  - Paul De Brauwer, belgijski kolarz przełajowy
  - L.A. Reid, amerykański kompozytor, producent muzyczny
  - Mark Ryan, brytyjski aktor
- 1957:
  - Juan Luís Guerra, dominikański piosenkarz, muzyk, autor tekstów, producent muzyczny
  - Aleksandr Marszał, rosyjski basista, wokalista, autor tekstów, członek zespołu Gorky Park
  - Petr Němec, czeski piłkarz, trener
  - Jiří Ondra, czeski piłkarz
  - Wiesława Ryłko, polska hokeistka na trawie
  - Paulo Vitor, brazylijski piłkarz, bramkarz
- 1958:
  - Roman Gutek, polski działacz kulturalny
  - Jonas Hellborg, szwedzki basista
  - Katarzyna Kretkowska, polska działaczka samorządowa, polityk, poseł na Sejm RP
  - Izabela Orkisz, polska aktorka
  - Prince, amerykański muzyk, wokalista, kompozytor, producent muzyczny (zm. 2016)
  - José Ramón Villar, hiszpański duchowny katolicki, prałat Opus Dei, teolog, publicysta (zm. 2021)
  - Erich Übelhardt, szwajcarski kolarz górski
- 1959:
  - Matthew Ishaya Audu, nigeryjski duchowny katolicki, biskup Lafii
  - Ivo Belet, flamandzki i belgijski dziennikarz, polityk
  - Tomasz Bocheński, polski krytyk literacki, literaturoznawca
  - Jan Czuba, polski duchowny katolicki, misjonarz, Sługa Boży (zm. 1998)
  - Tatjana Drubicz, rosyjska aktorka
  - Randy Lewis, amerykański zapaśnik
  - Mike Pence, amerykański prawnik, polityk, wiceprezydent USA
  - Rusłan Pogorełow, ukraiński szachista
  - Randy Ragan, kanadyjski piłkarz
- 1960:
  - Hirohiko Araki, japoński rysownik mang
  - Svetlana Dašić-Kitić, jugosłowiańska piłkarka ręczna
  - Lidia Staroń, polska polityk, poseł na Sejm i senator RP
- 1961:
  - Roberto Alderete, meksykański piłkarz, trener
  - Eric Chu, tajwański polityk
  - Engin İpekoğlu, turecki piłkarz, bramkarz, trener
  - Grzegorz Machłaj, polski malarz, grafik, witrażysta, pedagog
- 1962:
  - Janice Lawrence Braxton, amerykańska koszykarka, trenerka
  - Robert Brennan, amerykański duchowny katolicki, biskup Columbus
  - Mirosława Niemczyk, polska aktorka
  - Henryk Piekarski, polski żużlowiec
  - Lance Reddick, amerykański aktor (zm. 2023)
- 1963:
  - Roberto Alagna, francuski śpiewak operowy (tenor)
  - Helena Blach Lavrsen, duńska curlerka
  - Zirka Frómeta Castillo, kubańska szachistka
  - Luca Fusi, włoski piłkarz, trener
  - Ardit Gjebrea, albański piosenkarz, kompozytor
  - Jurij Krasnożan, rosyjski piłkarz, trener
  - Denis Nulty, irlandzki duchowny katolicki, biskup Kildare-Leighlin
  - Wiesław Tupaczewski, polski artysta kabaretowy, członek Kabaretu OT.TO
  - Robert Tyszkiewicz, polski przedsiębiorca, wydawca, polityk, poseł na Sejm RP
- 1964:
  - Judie Aronson, amerykańska aktorka
  - Armin Assinger, austriacki narciarz alpejski, prezenter telewizyjny
  - Petr Hruška, czeski poeta, scenarzysta filmowy, krytyk literacki
  - Peter Schepull, szwajcarski piłkarz
- 1965:
  - Damien Hirst, brytyjski artysta awangardowy
  - Robert Janson, polski kompozytor, aranżer, wokalista, gitarzysta, lider zespołu Varius Manx
  - Dragan Primorac, chorwacki pediatra, genetyk, polityk
  - Yann Samuell, francuski reżyser i scenarzysta filmowy
- 1966:
  - Felix Gmür, szwajcarski duchowny katolicki, biskup Bazylei
  - Złatko Jankow, bułgarski piłkarz, działacz piłkarski
  - Paul Koch, luksemburski piłkarz, bramkarz
  - Tom McCarthy, amerykański aktor, reżyser i scenarzysta filmowy
- 1967:
  - Marie-Pierre Duros, francuska lekkoatletka, biegaczka średnio- i długodystansowa
  - Cristina-Adela Foișor, rumuńska szachistka (zm. 2017)
  - Marek Kraszewski, polski zapaśnik, sumita
  - Dave Navarro, amerykański gitarzysta, wokalista, model, aktor, członek zespołów: Jane’s Addiction, Red Hot Chili Peppers, The Panic Channel i Camp Freddy
  - Pitirim (Tworogow), rosyjski biskup prawosławny
  - Iwona Wieczorek, polska działaczka samorządowa, prezydent Zgierza
- 1968:
  - Wjaczesław Kyryłenko, ukraiński polityk
  - Sarah Parish, brytyjska aktorka
  - Juan Antonio Pizzi, hiszpański piłkarz pochodzenia argentyńskiego
- 1969:
  - Alina Astafei, rumuńska lekkoatletka, skoczkini wzwyż
  - Sylvie Bailly-Salins, francuska biathlonistka
  - Andrea Dallavilla, włoski kierowca rajdowy
  - Eric Fonoimoana, amerykanński siatkarz plażowy pochodzenia samoańskiego
  - Joachim, duński książę
  - Kerstin Müller, niemiecka wioślarka
  - Kim Rhodes, amerykańska aktorka
  - Víctor Ruiz, meksykański piłkarz
  - Anthony Simcoe, amerykański aktor
  - Filip Sojka, polski muzyk sesyjny, basista, kompozytor, aranżer
- 1970:
  - Cafu, brazylijski piłkarz
  - Alexander Dobrindt, niemiecki polityk
  - Andriej Kowalenko, rosyjski hokeista
  - Mike Modano, amerykański hokeista, działacz hokejowy
- 1971:
  - Toni Cottura, niemiecki raper, producent muzyczny, członek grupy Fun Factory
  - Thomas Flögel, austriacki piłkarz
  - Anna Gambin, polska informatyk, profesor nauk matematycznych
  - Csaba Horváth, węgierski kajakarz, kanadyjkarz
  - Héctor López, meksykański piłkarz
  - Alex Mooney, amerykański polityk, kongresman
  - PJ DeBoy, amerykański aktor
  - Petr Veselý, czeski piłkarz
- 1972:
  - Ervin Ibrahimović, czarnogórski polityk
  - Ben Ray Luján, amerykański polityk, kongresman
  - Karl Urban, nowozelandzki aktor pochodzenia niemieckiego
  - Maarika Võsu, estońska szpadzistka
- 1973:
  - Hatem Ghoula, tunezyjski lekkoatleta, chodziarz
  - David Humphrey, amerykański aktor, komik
  - Megumi Itabashi, japońska siatkarka
  - Iwona Mirosław-Dolecka, polska aktorka, lalkarka
- 1974:
  - Mahesh Bhupathi, indyjski tenisista
  - Dave Filoni, amerykański reżyser, scenarzysta i producent filmowy, animator, pisarz
  - Bear Grylls, brytyjski podróżnik, wspinacz
  - Giorgio Marengo, włoski duchowny katolicki, prefekt apostolski Ułan Bator
  - Magdalena Włodarska, polska koszykarka
  - Milena Włodarska, polska koszykarka
- 1975:
  - Osama Hamadi, libijski piłkarz
  - Allen Iverson, amerykański koszykarz
  - Dharshan Kumaran, brytyjski szachista pochodzenia indyjskiego
  - Javier Moreno Carnero, hiszpański szachista pochodzenia argentyńskiego
  - Michał Pyrzyk, polski samorządowiec, polityk, starosta słupecki, burmistrz Słupcy, poseł na Sejm RP
  - Markus Schiegl, austriacki saneczkarz
- 1976:
  - Ercüment Aslan, turecki bokser
  - David Díaz, amerykański bokser
  - Piotr Mikuła, polski hokeista na trawie
  - Austin Miller, amerykański aktor
  - Necro, amerykański raper, producent muzyczny
  - Mirsad Türkcan, turecki koszykarz
  - Alexandra Valetta-Ardisson, francuska polityk
- 1977:
  - Marcin Baszczyński, polski piłkarz
  - Beata Chruścińska, polska aktorka
  - Rafał Drozd, polski aktor, wokalista
  - Łukasz Kluczniak, polski saksofonista jazzowy, kompozytor, aranżer
  - Donovan Ricketts, jamajski piłkarz, bramkarz
- 1978:
  - Adrienne Frantz, amerykańska aktorka, piosenkarka
  - Sylwia Gliwa, polska aktorka
  - Bill Hader, amerykański aktor, komik
  - Artur Robak, polski koszykarz
- 1979:
  - Julie Berthelsen, grenlandzka piosenkarka, autorka piosenek
  - Mykoła Chriapa, ukraiński koszykarz (zm. 2024)
  - Rosanna Ditton, australijska lekkoatletka, tyczkarka
  - Stanisław Filimonow, kazachski skoczek narciarski
  - Kevin Hofland, holenderski piłkarz
  - Wiktar Kasciuczonak, białoruski hokeista
  - Anne McClain, amerykańska pułkownik, astronautka
  - Kazuki Teshima, japoński piłkarz
  - Anna Torv, australijska aktorka
- 1980:
  - Ed Moses, amerykański pływak
  - Giacomo Pastorino, włoski piłkarz wodny
  - Berni Rodríguez, hiszpański koszykarz
  - Igor Szczadiłow, rosyjski hokeista
- 1981:
  - Adam Braz, kanadyjski piłkarz pochodzenia żydowskiego
  - Stephen Bywater, angielski piłkarz, bramkarz
  - Swietłana Gonczarowa, rosyjska łuczniczka
  - Ģirts Karlsons, łotewski piłkarz
  - Anna Kurnikowa, rosyjska tenisistka
  - Kevin Kyle, szkocki piłkarz
  - Anne-Laure Viard, francuska kajakarka
- 1982:
  - HST, polski raper
  - Germán Lux, argentyński piłkarz, bramkarz
  - Patryk Mikiciuk, polski dziennikarz motoryzacyjny
  - Bartłomiej Pawełczak, polski wioślarz, trener
- 1983:
  - Yemi Gadri-Nicholson, amerykański koszykarz
  - Milan Jurčina, słowacki hokeista
  - Piotr Małachowski, polski lekkoatleta, dyskobol
  - Swietłana Trunowa, rosyjska skeletonistka
  - Ibrahim Bezghoudi, marokański piłkarz
- 1984:
  - Magdalena Pietrzak, polska koszykarka
  - Adnan Ahmed, pakistański piłkarz
  - Ewa Brodnicka, polska pięściarka
  - Ari Koivunen, fiński wokalista, członek zespołu Amoral
  - Jason Morrison, jamajski piłkarz
  - Marcel Schäfer, niemiecki piłkarz
  - Cédric Sorhaindo, francuski piłkarz ręczny
- 1985:
  - Xavi Andorrà, andorski piłkarz
  - Alejandro Bergantiños, hiszpański piłkarz
  - Claydee, albański piosenkarz, autor tekstów, producent muzyczny, tancerz
  - Kenny Cunningham, kostarykański piłkarz
  - Amber Holt, amerykańska koszykarka
  - Dejan Lekić, serbski piłkarz
  - Arkadiusz Piech, polski piłkarz
  - Mami Shinkai, japońska zapaśniczka
  - Charlie Simpson, brytyjski gitarzysta, wokalista, członek zespołu Fightstar
  - Xawery Stańczyk, polski antropolog kultury, poeta, publicysta
  - Jewhenij Szmakow, ukraiński piłkarz
  - Richard Thompson, trynidadzko-tobagijski lekkoatleta, sprinter
- 1986:
  - Abbos Atoyev, uzbecki bokser
  - Dušanka Biberović, serbska siatkarka
  - Glukoza, rosyjska piosenkarka
  - Koba Kakaladze, gruziński zapaśnik
  - Zsófia Novák, węgierska wioślarka
  - Igor Pavlović, serbski piłkarz
- 1987:
  - Alberto Bellini, włoski siatkarz
  - Jakub Bogusz, polski koszykarz
  - Denise Hinrichs, niemiecka lekkoatletka, kulomiotka
  - Miloš Jokić, serbski piłkarz
  - Jannick de Jong, holenderski żużlowiec
  - Steven Kruijswijk, holenderski kolarz szosowy
  - László Sepsi, rumuński piłkarz pochodzenia węgierskiego
  - Danny Szetela, amerykański piłkarz pochodzenia polskiego
- 1988:
  - Michael Cera, kanadyjski aktor
  - Milan Lucic, kanadyjski hokeista pochodzenia serbskiego
  - Jekatierina Makarowa, rosyjska tenisistka
  - Andrew John Nally, amerykański siatkarz
- 1989:
  - Opoku Agyemang, ghański piłkarz
  - Shelley Buckner, amerykańska aktorka
  - Davide Candellaro, włoski siatkarz
  - Nicky Kuiper, holenderski piłkarz
  - Roque Mesa, hiszpański piłkarz
  - John Joe Nevin, irlandzki bokser
  - Patryk Pełka, polski koszykarz
- 1990:
  - Iggy Azalea, australijska raperka, autorka tekstów, modelka
  - René Bach, duński żużlowiec
  - T.J. Brodie, kanadyjski hokeista
  - Russell Henshaw, australijski narciarz dowolny
  - Allison Schmitt, amerykańska pływaczka
  - Sofie Skoog, szwedzka lekkoatletka, skoczkini wzwyż
  - Nico Walther, niemiecki bobsleista
  - Richard Weinberger, kanadyjski pływak
- 1991:
  - Natalia Banaś, polsko-holenderska brydżystka
  - Ryan Dow, szkocki piłkarz
  - Poppy Drayton, brytyjska aktorka
  - Fetty Wap, amerykański raper, piosenkarz, autor tekstów
  - Tommi Kivistö, fiński hokeista
  - Emily Ratajkowski, amerykańska modelka, aktorka pochodzenia polsko-żydowskiego
  - Olivia Rogowska, australijska tenisistka pochodzenia polskiego
  - Cenk Tosun, turecki piłkarz
- 1992:
  - Franka Batelić, chorwacka piosenkarka, autorka tekstów, aktorka dubbingowa
  - Jordan Clarkson, amerykański koszykarz pochodzenia filipińskiego
- 1993:
  - Miro Aaltonen, fiński hokeista
  - Emil Bernstorff, brytyjski kierowca wyścigowy pochodzenia duńskiego
  - Just Dronkers, holenderski siatkarz
  - George Ezra, brytyjski piosenkarz, autor tekstów
  - Danuel House, amerykański koszykarz
  - Nikola Janković, serbski piłkarz
  - Park Ji-yeon, południowokoreańska piosenkarka, modelka, aktorka
  - Bilal Tabti, algierski lekkoatleta, długodystansowiec
- 1994:
  - Ibrahim Mahmud Muhammad, egipski zapaśnik
  - Gianni Rodríguez, urugwajski piłkarz
  - Martín Weber, argentyński siatkarz
- 1995:
  - Frank Bagnack, kameruński piłkarz
  - Victor Langellotti, monakijski kolarz szosowy
  - Radu Rogac, mołdawski piłkarz
  - Irina Snopowa, rosyjska piłkarka ręczna
  - Nika Turković, chorwacka piosenkarka, autorka tekstów
- 1996:
  - Jarrell Brantley, amerykański koszykarz
  - Anna Dobek, polska lekkoatletka, sprinterka
  - Sayuri, japońska piosenkarka (zm. 2024)
- 1997:
  - Robert Janicki, polski piłkarz
  - Julia Krass, amerykańska narciarka dowolna
  - Əfqan Xaşalov, azerski zapaśnik
  - Luis Zayas, kubański lekkoatleta, skoczek wzwyż
- 1998:
  - Keanu Baccus, australijski piłkarz pochodzenia południowoafrykańskiego
  - Filip Gustavsson, szwedzki hokeista, bramkarz
  - Alaksiej Katkawiec, białoruski lekkoatleta, oszczepnik
  - Sam Maes, belgijski narciarz alpejski
  - Leo Santana, dominikański zapaśnik
  - Erik Wardanjan, ormiański piłkarz
- 1999:
  - Marija Jakowlewa, rosyjska skoczkini narciarska
  - Paweł Olszewski, polski piłkarz
  - Camryn Rogers, kanadyjska lekkoatletka, młociarka
  - Ruan Tressoldi, brazylijski piłkarz
- 2000:
  - Roberto Fernández, paragwajski piłkarz
  - Ayumu Seko, japoński piłkarz
  - Eduard Spercjan, ormiański piłkarz
- 2001 – Guillermo Villalobos, kostarykański piłkarz
- 2002:
  - Akinkunmi Amoo, nigeryjski piłkarz
  - Kamilla Bartone, łotewska tenisistka
  - Jakub Myszor, polski piłkarz
  - Tanguy Nianzou, francuski piłkarz pochodzenia iworyjskiego
  - Tomáš Suslov, słowacki piłkarz
  - Darja Wakułka, białoruska siatkarka
- 2003:
  - Iacopo Bortolas, włoski kombinator norweski
  - Sa’id Ibrahim Sa’id al-Dżahsz, egipski zapaśnik
  - Letsile Tebogo, botswański lekkoatleta, sprinter
- 2004 – Miguel Chaiwa, zambijski piłkarz
- 2006:
  - João Dalla Corte, brazylijski piłkarz
  - Oskar Paluch, polski żużlowiec

## Zmarli
- 555 – Wigiliusz, papież (ur. ?)
- 1066 – Gotszalk, książę obodrzycki (ur. ok. 1010)
- 1228 – Agnieszka Przemyślidka, czeska księżniczka, zakonnica (ur. ?)
- 1250 – Wisław I, książę rugijski (ur. ok. 1180)
- 1329 – Robert I Bruce, król Szkocji (ur. 1274)
- 1358 – Takauji Ashikaga, japoński siogun (ur. 1305)
- 1394 – Anna Czeska, królowa Anglii (ur. 1366)
- 1492:
  - Kazimierz IV Jagiellończyk, wielki książę litewski i król Polski (ur. 1427)
  - Elżbieta Woodville, królowa Anglii (ur. ok. 1437)
- 1538 – Heinrich Füllstein, niemiecki duchowny katolicki, biskup pomocniczy wrocławski (ur. ok. 1455)
- 1571 – Francesco Corteccia, włoski kompozytor, organista, pedagog (ur. 1502)
- 1577 – Daniel Waldeck-Wildungen, niemiecki hrabia (ur. 1530)
- 1583 – Jakub Bieliński, polski duchowny katolicki, biskup pomocniczy płocki (ur. ok. 1514)
- 1612 – Georg Obrecht, niemiecki prawnik, ekonomista (ur. 1547)
- 1621 – Martin Fruwein, czeski adwokat, przywódca powstania antyhabsburskiego (ur. ?)
- 1624 – Giuseppe Biancani, włoski jezuita, uczony (ur. 1566)
- 1626 – Anna od św. Bartłomieja, hiszpańska karmelitanka, błogosławiona (ur. 1550)
- 1649 – Metody Terlecki, polski duchowny unicki, biskup chełmski (ur. ?)
- 1660 – Jerzy II Rakoczy, książę Siedmiogrodu (ur. 1621)
- 1683 – Giovanni Ghisolfi, włoski malarz (ur. 1623)
- 1686 – Pietro Mengoli, włoski matematyk (ur. 1626)
- 1697 – John Aubrey, angielski pisarz, antykwariusz, naturalista (ur. 1626)
- 1738 – Antoine Crozat, francuski finansista, administrator kolonialny (ur. ok. 1655)
- 1754 – Adam Malczewski, polski szlachcic, jezuita, poeta, teoretyk wymowy (ur. 1680)
- 1771 – Florian Joseph Bahr, niemiecki jezuita, misjonarz (ur. 1706)
- 1789 – Václav Jan Kopřiva, czeski kompozytor, organista (ur. 1708)
- 1799:
  - Wiktoria Ludwika Burbon, francuska księżniczka (ur. 1733)
  - Barbara Campanini, włoska tancerka baletowa (ur. 1721)
- 1823 – Andrzej Trzciński, polski duchowny katolicki, fizyk, polemista, tłumacz, poeta (ur. 1749)
- 1826 – Joseph von Fraunhofer, niemiecki astronom, fizyk (ur. 1787)
- 1840 – Fryderyk Wilhelm III, król Prus (ur. 1770)
- 1843:
  - Alexis Bouvard, francuski astronom (ur. 1767)
  - Friedrich Hölderlin, niemiecki poeta (ur. 1770)
- 1848 – Wissarion Bielinski, rosyjski pisarz, filozof, krytyk literacki, teoretyk rewolucyjnego demokratyzmu (ur. 1811)
- 1855:
  - Franciszek Czarnomski, polski generał, uczestnik powstania listopadowego (ur. 1783)
  - Alessandro La Marmora, włoski generał (ur. 1799)
- 1856 – Salvador de Iturbide y Huarte, książę Meksyku (ur. 1820)
- 1859 – David Cox, brytyjski malarz, rysownik (ur. 1783)
- 1862:
  - James Andrews, amerykański awanturnik, szpieg, przemytnik (ur. ok. 1829)
  - Józef Trần Văn Tuấn, wietnamski męczennik i święty katolicki (ur. ok. 1824)
- 1863 – Franz Xaver Gruber, austriacki organista, kompozytor, pedagog (ur. 1787)
- 1867 – Teodor Napoleon Jacobi, polski malarz (ur. 1807)
- 1873 – John Lewis Russell, amerykański botanik (ur. 1808)
- 1876 – Józefina, królowa Szwecji i Norwegii (ur. 1807)
- 1877 – Henri Cordier, francuski alpinista (ur. 1856)
- 1886 – Richard March Hoe, amerykański wynalazca, przemysłowiec (ur. 1812)
- 1888 – Edmond Le Bœuf, francuski generał, marszałek Francji, polityk (ur. 1809)
- 1889 – Maria Teresa de Soubiran, francuska zakonnica, błogosławiona (ur. 1834)
- 1894 – Hassan I, sułtan Maroka (ur. 1836)
- 1897 – Victor Mottez, francuski malarz (ur. 1809)
- 1900 – Joannicjusz (Rudniew), rosyjski biskup prawosławny (ur. 1826)
- 1907:
  - Alfred Newton, brytyjski zoolog, wykładowca akademicki (ur. 1829)
  - Edward John Routh, brytyjski matematyk, wykładowca akademicki (ur. 1831)
- 1908 – Zygmunt Stanisław Czarnecki, polski ziemianin, hrabia, kolekcjoner numizmatów, bibliofil (ur. 1823)
- 1911:
  - Henry Abbey, amerykański poeta (ur. 1842)
  - Maurice Rouvier, francuski polityk, premier Francji (ur. 1842)
- 1916:
  - Émile Faguet, francuski pisarz, krytyk literacki (ur. 1847)
  - Jan Orzechowski, polski działacz ludowy, polityk (ur. 1827)
- 1917:
  - James Baird, nowozelandzki rugbysta (ur. 1893)
  - Jewgraf Kruteń, rosyjski pilot wojskowy, as myśliwski (ur. 1892)
- 1919 – Charles Macé, francuski pilot wojskowy, as myśliwski (ur. 1898)
- 1921 – Bolesław Kośny, polski stolarz, powstaniec śląski (ur. 1893)
- 1924:
  - Jan Czeraszkiewicz, polski nauczyciel, adwokat, działacz turystyczny (ur. 1867)
  - Zofia Tułodziecka, polska działaczka społeczna (ur. 1850)
- 1925 – Mateusz Talbot, irlandzki asceta, alkoholik zachowujący abstynencję, czcigodny Sługa Boży (ur. 1856)
- 1927:
  - Edmund James Flynn, kanadyjski prawnik, polityk, premier Quebecu (ur. 1847)
  - José Pedro Montero, paragwajski pediatra, dyplomata, polityk, prezydent Paragwaju (ur. 1878)
  - Piotr Wojkow, radziecki dyplomata (ur. 1888)
- 1928 – Aleksiej Gegeczkori, gruziński rewolucjonista, działacz komunistyczny, polityk (ur. 1887)
- 1929:
  - Henri Gervex, francuski malarz (ur. 1852)
  - Wiktor Palmow, ukraiński malarz (ur. 1888)
- 1930 – Stanisław Wójcik, polski rzeźbiarz (ur. 1864)
- 1932:
  - Edward Flatau, polski neurolog, psychiatra pochodzenia żydowskiego (ur. 1868)
  - Emil Paur, austriacki dyrygent, skrzypek (ur. 1855)
  - Lajos Petrik, węgierski taternik, fotograf, chemik, wykładowca akademicki (ur. 1851)
- 1933:
  - Stanisław Brych, polski major piechoty (ur. 1887)
  - Tadeusz Fiedler, polski inżynier mechanik, wykładowca akademicki (ur. 1858)
  - Jan Loth, polski piłkarz, lekkoatleta, tenisista (ur. 1900)
- 1934 – Horace Bonser, amerykański strzelec sportowy (ur. 1886)
- 1935:
  - Henryk Czopowski, polski inżynier, wykładowca akademicki (ur. 1863)
  - James Fraenkel, niemiecki neurolog, psychiatra pochodzenia żydowskiego (ur. 1859)
  - Iwan Miczurin, rosyjski naukowiec, hodowca, sadownik (ur. 1855)
- 1937:
  - Charles Brown, amerykański roquesista (ur. 1867)
  - Jean Harlow, amerykańska aktorka (ur. 1911)
- 1938:
  - Victor Dupré, francuski kolarz torowy (ur. 1884)
  - Mykoła Worony, ukraiński poeta, tłumacz, krytyk teatralny (ur. 1871)
- 1940:
  - Franciszek Długosz, polski duchowny katolicki, działacz niepodległościowy (ur. 1874)
  - Hieronim Dudwał, polski podporucznik pilot (ur. 1913)
  - Eugen Enderlen, niemiecki chirurg, wykładowca akademicki (ur. 1863)
  - James Hall, amerykański aktor (ur. 1900)
  - Eugeniusz Wyrwicki, polski major dyplomowany pilot (ur. 1901)
- 1941:
  - Paul Schröder, niemiecki psychiatra, wykładowca akademicki (ur. 1873)
  - Otto Schulze, niemiecki specjalista budownictwa wodnego i portowego, wykładowca akademicki (ur. 1968)
  - Sara Teitelbaum, estońska wszechstronna sportsmenka pochodzenia żydowskiego (ur. 1910)
- 1942:
  - Wiaczesław Prokopowycz, ukraiński historyk, pedagog, publicysta, polityk, premier Ukraińskiej Republiki Ludowej i rządu na emigracji (ur. 1881)
  - Clarence Tinker, amerykański generał major lotnictwa (ur. 1887)
  - Gustav Wegner, niemiecki lekkoatleta, tyczkarz, porucznik (ur. 1903)
- 1944:
  - Bill Endicott, amerykański kierowca wyścigowy (ur. 1876)
  - Jan Kamiński, polski major, działacz konspiracyjny (ur. 1912)
- 1945:
  - Oskar Dirlewanger, niemiecki oficer SS, zbrodniarz wojenny (ur. 1895)
  - Nikola Mandić, chorwacki prawnik, polityk, premier Niezależnego Państwa Chorwackiego (ur. 1869)
- 1947:
  - Meredith Colket, amerykański lekkoatleta, tyczkarz (ur. 1878)
  - Roman Kanafoyski, polski komandor porucznik (ur. 1901)
  - Slavko Kvaternik, chorwacki dowódca wojskowy, polityk, jeden z przywódców ustaszy, zbrodniarz wojenny (ur. 1878)
  - Franciszek Stoch, polski major, polityk, poseł na Sejm RP (ur. 1887)
- 1948:
  - Roman Kanafoyski, polski komandor porucznik (ur. 1901)
  - Eqrem Libohova, albański dyplomata, polityk, premier Albanii (ur. 1882)
  - John Montgomery, amerykański jeździec sportowy (ur. 1881)
- 1949:
  - Zygmunt Kaznowski, polski pułkownik artylerii (ur. 1895)
  - Wołodymyr Zahajkewycz, ukraiński prawnik, adwokat, polityk, poseł i wicemarszałek Sejmu RP (ur. 1876)
- 1950 – Jan Mierzycan, radziecki i polski generał (ur. 1910)
- 1951:
  - Oswald Pohl, niemiecki funkcjonariusz i zbrodniarz nazistowski (ur. 1892)
  - Georg Schallermair, niemiecki funkcjonariusz i zbrodniarz nazistowski (ur. 1894)
  - Hans Theodor Schmidt, niemiecki funkcjonariusz i zbrodniarz nazistowski (ur. 1899)
- 1952:
  - Otto Juliusburger, niemiecko-amerykański psychiatra, radca sanitarny pochodzenia żydowskiego (ur. 1867)
  - Karol Sęk, polski major, członek podziemia antykomunistycznego (ur. 1893)
  - Henri Streicher, francuski duchowny katolicki, wikariusz apostolski Ugandy (ur. 1863)
- 1953:
- Jean L’Herminier, francuski wojskowy, komandor, dowódca okrętów podwodnych (ur. 1902)
- 1954:
  - Jurij Szumski, radziecki aktor (ur. 1887)
  - Alan Turing, brytyjski matematyk, kryptolog, konstruktor maszyn deszyfrujących (ur. 1912)
- 1956 – Julien Benda, francuski filozof, pisarz, krytyk literacki pochodzenia żydowskiego (ur. 1867)
- 1957 – Tadeusz Krotke, polski aktor, dyrektor teatru (ur. 1893)
- 1959:
  - Stanisław Popławski, polski rzeźbiarz, ceramik, pedagog (ur. 1886)
  - Petras Vaičiūnas, litewski dramaturg, poeta (ur. 1890)
- 1961:
  - Chester Barnard, amerykański praktyk i teoretyk zarządzania (ur. 1886)
  - Reginald Fletcher, brytyjski arystokrata, polityk, administrator kolonialny (ur. 1885)
  - Izrael Schor, polski malarz pochodzenia żydowskiego (ur. 1904)
- 1963:
  - Tadeusz Gieruszyński, polski dendrolog, wykładowca akademicki (ur. 1903)
  - ZaSu Pitts, amerykańska aktorka (ur. 1894)
- 1965:
  - Antoni Grabarz, polski malarz, grafik, projektant wnętrz (ur. 1904)
  - Judy Holliday, amerykańska aktorka (ur. 1921)
  - Franklin Frederick Korell, amerykański wojskowy, prawnik, polityk (ur. 1889)
- 1966 – Hans Arp, francuski malarz, grafik, rzeźbiarz, poeta pochodzenia niemieckiego (ur. 1887)
- 1967:
  - Kazimierz Biskupski, polski prawnik (ur. 1906)
  - Vincas Mykolaitis-Putinas, litewski poeta, literaturoznawca (ur. 1893)
  - Dorothy Parker, amerykańska pisarka, poetka (ur. 1893)
  - Finn Schiander, norweski żeglarz sportowy (ur. 1889)
- 1968:
  - Dan Duryea, amerykański aktor (ur. 1907)
  - Fiodor Tokariew, rosyjski konstruktor broni strzeleckiej (ur. 1871)
- 1969:
  - Boris Anrep, rosyjsko-brytyjski artysta, mozaicysta (ur. 1883)
  - Mykoła Uhraicki, ukraiński piłkarz, bramkarz (ur. 1927)
- 1970 – Edward Morgan Forster, brytyjski pisarz, krytyk literacki (ur. 1879)
- 1971:
  - Leo Burnett, amerykański dziennikarz, założyciel agencji reklamowej (ur. 1891)
  - Gottfried Treviranus, niemiecki polityk (ur. 1891)
- 1973 – Ołeksandr Ponomariow, radziecki piłkarz, trener (ur. 1918)
- 1976:
  - Ludwik Brożek, polski bibliotekarz, bibliograf, muzealnik (ur. 1907)
  - Michaś Maszara, białoruski poeta, tłumacz (ur. 1902)
- 1977:
  - Otto Kaiser, austriacki łyżwiarz figurowy (ur. 1901)
  - Romuald Rejewski, polski pułkownik pilot (ur. 1940)
- 1978 – Ronald Norrish, brytyjski chemik, wykładowca akademicki, laureat Nagrody Nobla (ur. 1897)
- 1979 – Stefan Jaworski, polski generał brygady (ur. 1923)
- 1980:
  - Philip Guston, amerykański malarz (ur. 1913)
  - Henry Miller, amerykański pisarz, malarz (ur. 1891)
  - Marian Spychalski, polski dowódca wojskowy, marszałek Polski, polityk, minister obrony narodowej, przewodniczący Rady Państwa (ur. 1906)
- 1982 – Carlos Vidal, chilijski piłkarz (ur. 1902)
- 1984 – Stanisław Pagaczewski, polski pisarz, podróżnik, reportażysta (ur. 1916)
- 1985 – Georgia Hale, amerykańska aktorka (ur. 1905)
- 1988 – Aleksander Jackiewicz, polski teoretyk i krytyk filmowy, pisarz (ur. 1915)
- 1989:
  - Eugeniusz Barbier, polski urzędnik, działacz PTTK (ur. 1908)
  - Chico Landi, brazylijski kierowca wyścigowy (ur. 1907)
- 1990 – Alfredo Poveda, ekwadorski generał, polityk, szef junty (ur. 1926)
- 1991 – Wanda Tukanowicz, polska historyk, bibliotekarka (ur. 1910)
- 1993:
  - Tadeusz Błaszkiewicz, polski duchowny katolicki, biskup pomocniczy przemyski (ur. 1916)
  - Dražen Petrović, chorwacki koszykarz (ur. 1964)
  - Kurt Weitzmann, niemiecko-amerykański historyk sztuki, bizantynolog (ur. 1904)
- 1994 – Tadeusz Siejak, polski pisarz (ur. 1949)
- 1996 – Max Factor Jr., amerykański chemik, przedsiębiorca pochodzenia żydowskiego (ur. 1904)
- 1998 – Henryk Giżycki, polski aktor (ur. 1940)
- 2000 – Ido Cattaneo, włoski narciarz alpejski (ur. 1905)
- 2001 – Víctor Paz Estenssoro, boliwijski prawnik, polityk, prezydent Boliwii (ur. 1907)
- 2002 – Signe Hasso, szwedzka aktorka (ur. 1915)
- 2003:
  - Muhammad Abd al-Ghani al-Dżamasi, egipski marszałek polny, polityk (ur. 1921)
  - Trevor Goddard, brytyjski aktor (ur. 1962)
  - Henryka Rumowska, polska dziennikarka, publicystka, komentatorka (ur. 1936)
- 2004 – Felicjan Zygmunt Piątkowski, polski kartograf, poligraf (ur. 1908)
- 2005 – Edward McCarthy, amerykański duchowny katolicki, arcybiskup metropolita Miami (ur. 1918)
- 2006:
  - Zbigniew Jaskowski, polski piłkarz (ur. 1929)
  - Abu Musab az-Zarkawi, jordański terrorysta (ur. 1966)
- 2007:
  - Gilbert Gude, amerykański polityk (ur. 1923)
  - Maria Barbara Ledóchowska, polska działaczka na rzecz praw człowieka w Afryce (ur. 1921)
  - Stefan Rydel, polski aktor (ur. 1916)
  - Irena Szpak, polska pisarka, tłumaczka (ur. 1916)
- 2008:
  - Rudy Fernandez, filipiński aktor (ur. 1953)
  - Mustafa Chalil, egipski polityk, premier Egiptu (ur. 1920)
  - Dino Risi, włoski reżyser i scenarzysta filmowy (ur. 1916)
  - Horst Skoff, austriacki tenisista (ur. 1968)
- 2009 – Siaʻosi Tuʻihala Alipate Tupou, tongański dyplomata, polityk, premier Tonga (ur. 1921)
- 2010:
  - Andrzej Grądman, polski publicysta, działacz społeczny (ur. 1927)
  - Arsienij Najdionow, rosyjski piłkarz, trener (ur. 1941)
- 2011:
  - Władimir Ławrow, radziecki dyplomata (ur. 1919)
  - Józef Obrembski, polski duchowny katolicki, prałat działający na Wileńszczyźnie (ur. 1906)
  - Mieczysław Pemper, polski działacz społeczny (ur. 1920)
  - Jorge Semprún, hiszpański pisarz, scenarzysta, filozof, polityk (ur. 1923)
- 2012:
  - Mervin Jackson, amerykański koszykarz (ur. 1946)
  - Abid Al-Hamid Mahmud, iracki polityk (ur. ok. 1957)
  - Cotton Owens, amerykański kierowca wyścigowy (ur. 1924)
- 2013:
  - Mirosław Car, polski piłkarz (ur. 1960)
  - Pierre Mauroy, francuski polityk, premier Francji (ur. 1928)
  - Richard Ramirez, amerykański seryjny morderca pochodzenia meksykańskiego (ur. 1960)
  - Joseph Michael Sullivan, amerykański duchowny katolicki, biskup Brooklynu (ur. 1930)
- 2014:
  - Fernandão, brazylijski piłkarz (ur. 1978)
  - Elżbieta Fijałkowska, polska alpinistka, taterniczka, instruktorka wspinaczkowa (ur. 1953)
  - Ida Schöpfer, szwajcarska narciarka alpejska (ur. 1929)
- 2015:
  - Christopher Lee, brytyjski aktor (ur. 1922)
  - Radosław Ostrowicz, polski dziennikarz (ur. 1932)
  - Wasilij Żupikow, rosyjski piłkarz (ur. 1954)
- 2016:
  - Marita Lindquist, fińska pisarka szwedzkojęzyczna (ur. 1918)
  - Krzysztof Pawłowski, polski piłkarz (ur. 1973)
  - Sean Rooks, amerykański koszykarz (ur. 1969)
  - Didargylyç Urazow, turkmeński piłkarz (ur. 1977)
  - Jan Winiecki, polski ekonomista (ur. 1938)
  - Jakub Wołąsiewicz, polski dyplomata (ur. 1960)
- 2017:
  - Stanisław Robaszkiewicz, polski fizyk (ur. 1947)
  - Kazimierz Szydło, polski pułkownik (ur. 1919)
  - Zbigniew Tadeusz Wierzbicki, polski socjolog (ur. 1919)
  - Andrzej Zakrzewski, polski dziennikarz radiowy (ur. 1942)
- 2018:
  - David Douglas Duncan, amerykański fotoreporter, korespondent wojenny (ur. 1916)
  - Arie den Hartog, holenderski kolarz szosowy i torowy (ur. 1941)
  - Francis Smerecki, francuski piłkarz, trener pochodzenia polskiego (ur. 1949)
  - Barbara Wachowicz, polska pisarka, publicystka, scenarzystka, fotografik, autorka biografii wielkich Polaków (ur. 1937)
- 2019:
  - Ryszard Bugajski, polski reżyser i scenarzysta filmowy i telewizyjny, pisarz (ur. 1943)
  - Narciso Ibáñez Serrador, hiszpański reżyser i scenarzysta filmowy (ur. 1935)
  - Zbigniew Orłowski, polski nefrolog, żołnierz AK (ur. 1925)
  - Elżbieta Porzec-Nowak, polska siatkarka (ur. 1945)
- 2020:
  - Józef Gruszka, polski rolnik, polityk, poseł na Sejm RP (ur. 1947)
  - Péter Marót, węgierski szablista (ur. 1945)
  - Alan Metter, amerykański reżyser, scenarzysta i producent filmowy (ur. 1933)
- 2021:
  - Guglielmo Epifani, włoski działacz związkowy, polityk (ur. 1950)
  - Yoo Sang-chul, południowokoreański piłkarz (ur. 1971)
- 2022:
  - Keijo Korhonen, fiński historyk, polityk, dyplomata, minister spraw zagranicznych (ur. 1934)
  - Marco Luzzago, włoski lekarz, przedsiębiorca, Wielki Komandor Zakonu Maltańskiego, tymczasowy Namiestnik Zakonu Maltańskiego (ur. 1950)
  - Karol Maria Wirtemberski, niemiecki arystokrata, pretendent do tronu Wirtembergii, przedsiębiorca (ur. 1936)
- 2023:
  - Irma Capece Minutolo, włoska aktorka (ur. 1935)
  - The Iron Sheik, irański wrestler (ur. 1942)
- 2024:
  - William Anders, amerykański generał major US Air Force, astronauta (ur. 1933)
  - Jean-Kasongo Banza, kongijski piłkarz (ur. 1974)
  - David Boaz, amerykański komentator polityczny i ekonomiczny, publicysta, pisarz (ur. 1953)
- 2025:
  - Albert Crews, amerykański wojskowy, pułkownik United States Air Force, astronauta (ur. 1929)
  - José Luis Mollaghan, argentyński duchowny katolicki, biskup San Miguel, arcybiskup Rosario (ur. 1946)
  - Włodzimierz Siedlik, polski dyrygent (ur. 1963)
  - Vladimír Smutný, czeski operator filmowy (ur. 1942)
  - Edward Szymański, polski ekonomista, polityk, urzędnik państwowy, poseł na Sejm PRL (ur. 1936)